# Tasmanian Museum and Art Gallery

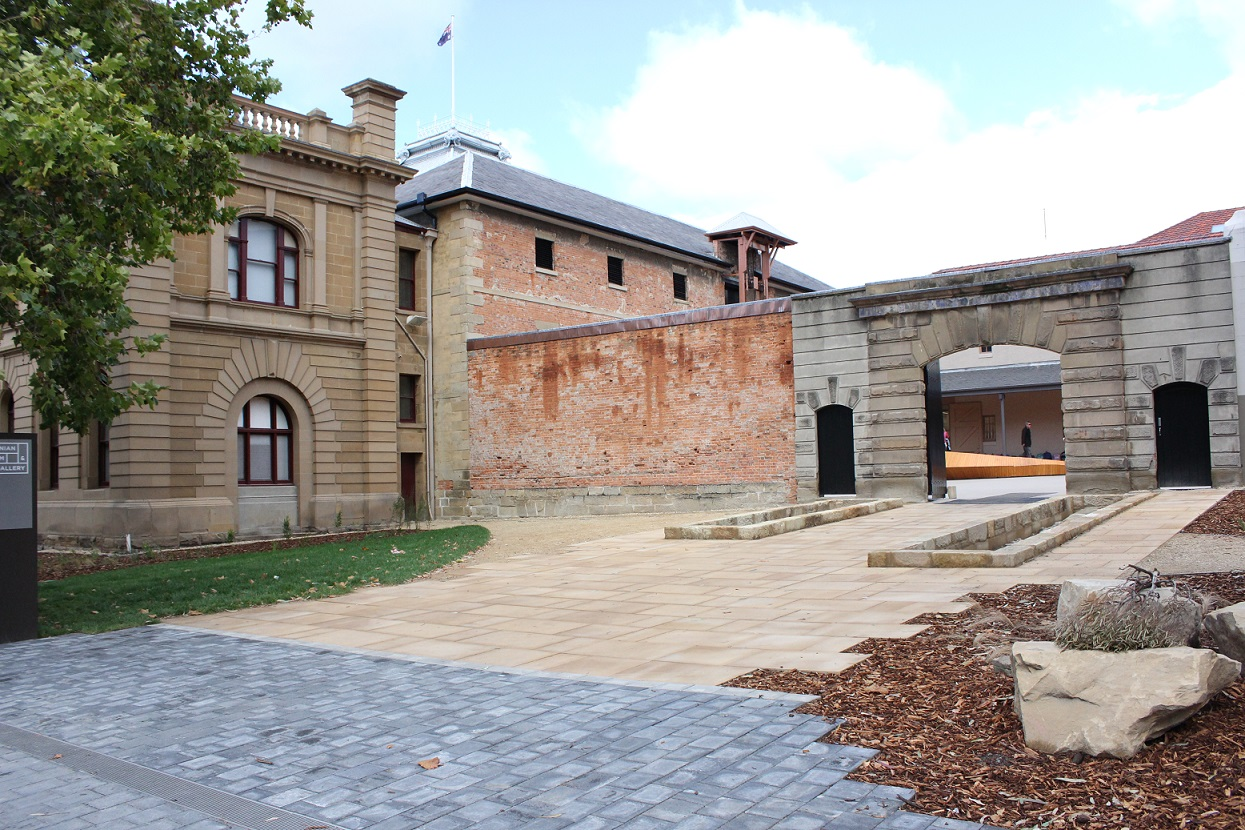
Fachada do museu

Tasmanian Museum and Art Gallery é um museu localizado em Hobart, Tasmânia. O museu foi criado em 1846, pela Royal Society of Tasmania, a mais antiga sociedade real fora da Inglaterra. A instituição recebe 400 mil visitantes anualmente.